# Station Praha-Stodůlky

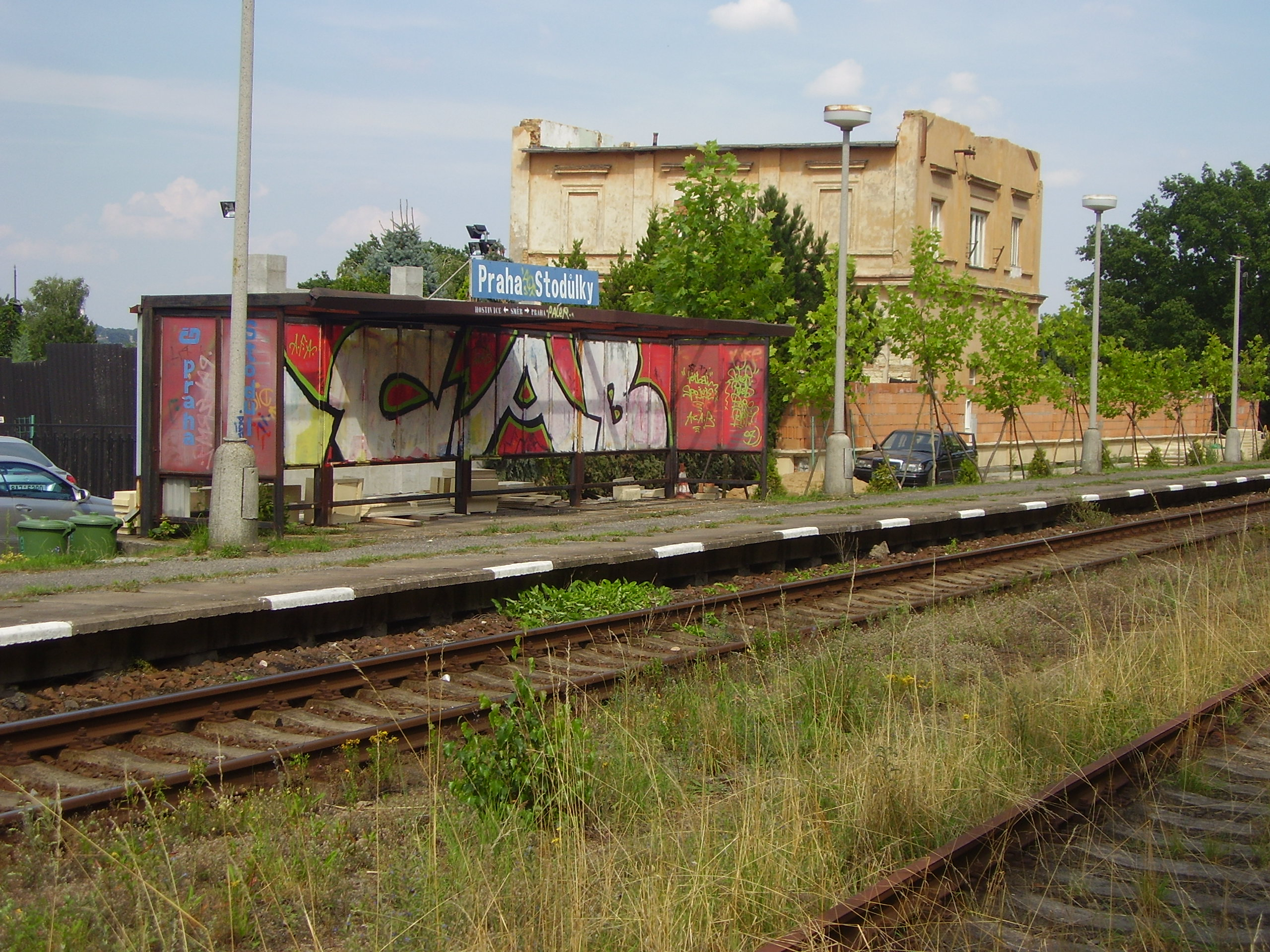
Praha-Stodůlky 2008

Station Praha-Stodůlky is een spoorwegstation in de Tsjechische hoofdstad Praag. Het station is gelegen aan de noordoostzijde van de wijk Stodůlky. Het station wordt aangedaan door spoorlijn 122, die van het hoofdstation van Praag via Hostivice naar Rudná loopt. Bij station Praha-Stodůlky vindt geen verkoop van treinkaartjes plaats, tickets dienen in de trein aangeschaft te worden.
Station Praha-Stodůlky bestaat sinds het jaar 1938
Praha hlavní nádraží ↔ Praha-Smíchov ↔ Praha-Žvahov ↔ Praha-Jinonice ↔ Praha-Cibulka ↔ Praha-Stodůlky ↔ Praha-Zličín ↔ Hostivice ↔ Hostivice-Litovice ↔ Rudná u Prahy